# Skeneoides digeronimoi
Skeneoides digeronimoi is een slakkensoort uit de familie van de Skeneidae. De wetenschappelijke naam van de soort is voor het eerst geldig gepubliceerd in 1999 door La Perna.